# Beka Lomtadze
Beka Lomtadze –en georgiano: ბექა ლომთაძე– (Kutaisi, 23 de noviembre de 1991) es un deportista georgiano que compite en lucha libre.
Ganó dos medallas en el Campeonato Mundial de Lucha, oro en 2019 y plata en 2016, y cuatro medallas en el Campeonato Europeo de Lucha entre los años 2018 y 2021. En los Juegos Europeos de Bakú 2015 obtuvo una medalla de plata en la categoría de 61 kg.

## Palmarés internacional
| Campeonato Mundial | Campeonato Mundial     | Campeonato Mundial | Campeonato Mundial |
| Año                | Lugar                  | Medalla            | Categoría          |
| ------------------ | ---------------------- | ------------------ | ------------------ |
| 2016               | Budapest (Hungría)     | Medalla de plata   | 61 kg              |
| 2019               | Nursultán (Kazajistán) | Medalla de oro     | 61 kg              |
| Juegos Europeos    |                        |                    |                    |
| Año                | Lugar                  | Medalla            | Categoría          |
| 2015               | Bakú (Azerbaiyán)      | Medalla de plata   | 61 kg              |
| Campeonato Europeo |                        |                    |                    |
| Año                | Lugar                  | Medalla            | Categoría          |
| 2018               | Kaspisk (Rusia)        | Medalla de plata   | 61 kg              |
| 2019               | Bucarest (Rumania)     | Medalla de plata   | 61 kg              |
| 2020               | Roma (Italia)          | Medalla de plata   | 61 kg              |
| 2021               | Varsovia (Polonia)     | Medalla de bronce  | 61 kg              |